# ActiveMovie
ActiveMovie是一种流媒体技术，现在称为DirectShow，由微软开发，用于替代Windows的默认视频解码器。ActiveMovie允许用户查看通过Internet、Intranet和CD-ROM分发的媒体。

## 开发历史
ActiveMovie最初于1996年3月宣布，第一个版本于1996年5月发布，与Internet Explorer 3.0的测试版捆绑在一起。
安装 ActiveMovie后，开始菜单中添加了一个选项以启动ActiveMovie控件。ActiveMovie允许用户播放多媒体文件，因此是一个基本的媒体播放器。
1997年3月，微软宣布ActiveMovie将成为DirectX技术集的一部分。但在七月时，ActiveMovie被DirectShow的开发所取代。
Windows Media Player 5.2版将在安装时从开始菜单中删除ActiveMovie Control图标。微软在其网站上提供了恢复图标的说明。